# Wannarexia
Wannarexia, o anhelo anoréxico,es un término que se utiliza para describir a personas que afirman tener anorexia nerviosa o que desean tenerla, aunque no estén diagnosticadas. Estas personas también son conocidas como wannarexic, "wanna-be ana"o "anorexic wannabe". El término wannarexia es un neologismo que combina los dos últimos. A menudo, se utiliza de manera peyorativa.
La wannarexia es un fenómeno cultural que no cuenta con criterios de diagnóstico establecidos. Se observa con mayor frecuencia, aunque no exclusivamente, en adolescentes que sienten la necesidad de perder peso y creen que la anorexia podría solucionar su insatisfacción con su imagen.Este fenómeno probablemente surge de una combinación de influencias culturales y mediáticas.
Muchas personas que sufren de anorexia, un trastorno alimentario, se sienten molestadas, ofendidas o frustradas por el concepto de wannarexia. Los trastornos alimentarios implican el uso de la comida como mecanismo para afrontar el sufrimiento emocional y la insatisfacción con la imagen corporal, y tienen causas subyacentes muy complejas. Quienes padecen estos trastornos a menudo ven el peso como un indicador de su autoestima y, a pesar de no considerar suficiente su pérdida de peso, pueden experimentar satisfacción al respecto. La idea de "wannarexia" puede invalidar de manera potencialmente peligrosa los trastornos alimentarios, ya que no se definen según los criterios de IMC del DSM. Esto puede hacer que quienes son etiquetados como "wannarexia" sientan que no están lo suficientemente enfermos, lo que podría llevar al desarrollo o agravamiento de un trastorno alimentario.
Los aspirantes a la anorexia nerviosa pueden sentirse inspirados o motivados por la comunidad pro-anorexia o pro-ana, que a menudo promueve la anorexia como un estilo de vida en lugar de considerarla un trastorno alimentario. Algunos participantes en foros pro-ana buscan relacionarse únicamente con "anoréxicos reales" y evitan a aquellos que son aspirantes y solo siguen dietas ocasionales, sin comprometerse plenamente a ese "estilo de vida".Además, los sitios web comunitarios dirigidos a anoréxicos y bulímicos han compartido consejos para los aspirantes a la anorexia, señalando que no desean que sus "perspectivas distorsionadas y comportamientos peligrosos influyan en los demás".
Kelsey Osgood menciona el término en su libro Cómo desaparecer por completo: sobre la anorexia moderna, donde define la wannarexia como "una droga de entrada para los adolescentes".